# Saint-Vénérand
Saint-Vénérand é uma comuna francesa na região administrativa de Auvérnia-Ródano-Alpes, no departamento de Alto Loire. Estende-se por uma área de 9,86 km². Em 2010 a comuna tinha 52 habitantes (densidade: 5,3 hab./km²).